# Dmitri Balandin
Dmitri Igorevitsj Balandin (Almaty, 4 april 1995) is een Kazachse zwemmer. Hij vertegenwoordigde zijn vaderland op de Olympische Zomerspelen 2016 in Rio de Janeiro.

## Carrière
Bij zijn internationale debuut, op de wereldkampioenschappen kortebaanzwemmen 2012 in Istanboel, werd Baladin uitgeschakeld in de series van de 50, 100 en 200 meter schoolslag.
Tijdens de wereldkampioenschappen zwemmen 2013 in Barcelona strandde de Kazach in de series van zowel de 100 als de 200 meter schoolslag.
Op de Aziatische Spelen 2014 in Incheon veroverde Balandin de gouden medaille op de 50, 100 en 200 meter schoolslag.
In Kazan nam de Kazach deel aan de wereldkampioenschappen zwemmen 2015. Op dit toernooi eindigde hij als vierde op de 100 meter schoolslag en als zesde op de 200 meter schoolslag, daarnaast werd hij uitgeschakeld in de halve finales van de 50 meter schoolslag.
Tijdens de Olympische Zomerspelen van 2016 in Rio de Janeiro werd Balandin olympisch kampioen op de 200 meter schoolslag. Op de 100 meter schoolslag eindigde hij op de achtste plaats.

## Internationale toernooien
| Jaar | Olympische Spelen                    | WK langebaan                                            | WK kortebaan                                               | Aziatische Spelen                                  |
| ---- | ------------------------------------ | ------------------------------------------------------- | ---------------------------------------------------------- | -------------------------------------------------- |
| 2012 | geen deelname                        |                                                         | 45e 50m schoolslag 53e 100m schoolslag 15e 200m schoolslag |                                                    |
| 2013 |                                      | 31e 100m schoolslag 25e 200m schoolslag                 |                                                            |                                                    |
| 2014 |                                      |                                                         | geen deelname                                              | 50m schoolslag · 100m schoolslag · 200m schoolslag |
| 2015 |                                      | 9e 50m schoolslag 4e 100m schoolslag 6e 200m schoolslag |                                                            |                                                    |
| 2016 | 8e 100m schoolslag · 200m schoolslag |                                                         | 6-11 december                                              |                                                    |

## Persoonlijke records
Bijgewerkt tot en met 10 augustus 2016
Kortebaan
| Afstand         | Tijd    | Datum            | Plaats          |
| --------------- | ------- | ---------------- | --------------- |
| 50m schoolslag  | 27,73   | 17 juli 2014     | Brest           |
| 100m schoolslag | 59,38   | 18 juli 2014     | Brest           |
| 200m schoolslag | 2.07,24 | 22 december 2012 | Sint-Petersburg |

Langebaan
| Afstand         | Tijd    | Datum            | Plaats         |
| --------------- | ------- | ---------------- | -------------- |
| 50m schoolslag  | 27,24   | 4 augustus 2015  | Kazan          |
| 100m schoolslag | 59,38   | 2 augustus 2015  | Kazan          |
| 200m schoolslag | 2.07,46 | 10 augustus 2016 | Rio de Janeiro |